# لوکاس سیبالوس (بازیکن فوتبال، زاده ۱۹۸۷)
لوکاس سیبالوس (انگلیسی: Lucas Ceballos؛ زادهٔ ۳ ژانویهٔ ۱۹۸۷) بازیکن فوتبال اهل آرژانتین است.